# Meister der Perle von Brabant

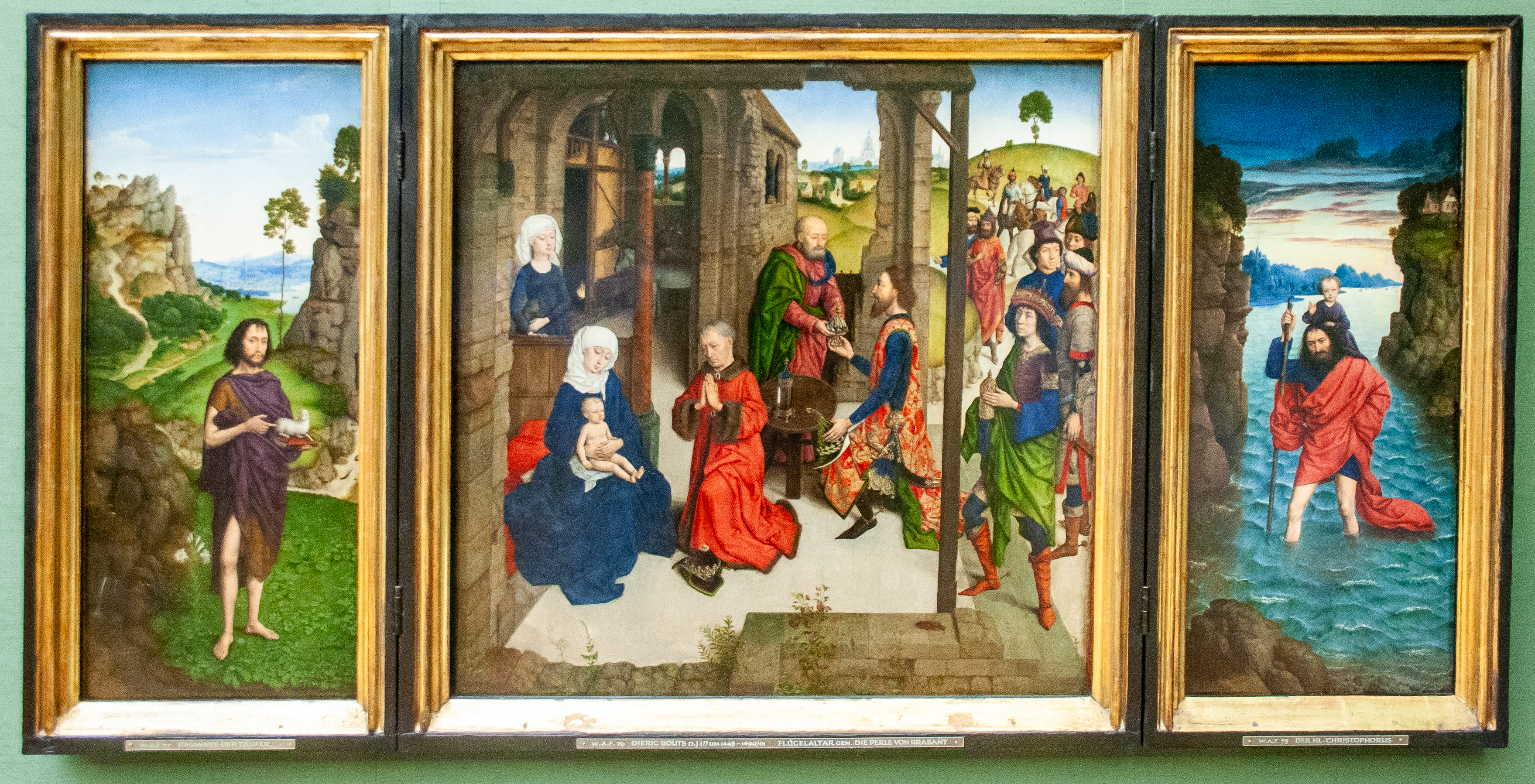
Flügelaltar „Die Perle von Brabant“

Als Meister der Perle von Brabant (nl. Meester van de Parel van Brabant) wird ein um 1470 tätiger niederländischer Maler bezeichnet. Der Notname wird nur im Zusammenhang mit einem Werk genannt, der Perle von Brabant. Es ist ein kleinformatiger Flügelaltar der wohl zur privaten Andacht genutzt wurde. Das Triptychon aus Eichenholz stellt im Mittelteil die Anbetung der Heiligen drei Könige, auf dem linken Flügel Johannes den Täufer und auf dem rechten Flügel den heiligen Christophorus dar.
Der Meister der Perle von Brabant wird heute zumeist mit dem niederländischen Maler Dieric Bouts identifiziert. Dem steht die Ansicht entgegen, dass das Werk lediglich aus der Werkstatt von Bouts stammen könnte, eventuell eine Arbeit seines Sohnes sei, der sie 1475 übernommen hatte.
Der Altar befindet sich heute in der Alten Pinakothek von München. Er wurde 1827 von König Ludwig I. von Bayern zusammen mit 213 weiteren Bildern aus der Sammlung der beiden Brüder Sulpiz und Melchior Boisserée in Köln und Heidelberg gekauft.